# Аркомат – България
„Аркомат – България“ ЕООД е българско предприятие за производство на автомобилни компоненти със седалище в Казанлък.
Създадено е през 1999 година от турския подизпълнител на „Фолксваген Груп“ Нуреддин Йозхан и става първият завод в България на разрасналия се през следващите години сектор за производство на кабелни комплекти за автомобили. През 2015 година фирмата отваря и втори завод в Карлово. Към 2017 година тя има около 1700 служители и е вторият по големина работодател в Казанлък след „Арсенал“ и четвъртият сред производителите на автомобилни компоненти. През 2019 година изтича дългосрочният договор на „Аркомат – България“ за производство на компоненти за масовия модел „Рено Клио“ и предприятието рязко съкращава дейността си. През следващите години то не успява да се възстанови и към 2020 година има около 300 служители.